# 2.º Regimiento de Marines
El 2.º Regimiento de Marines (del inglés: 2nd Marine Regiment) es un regimiento de infantería del Cuerpo de Marines de Estados Unidos. Ellos están acuartelados en Camp Lejune, Carolina del Norte y están bajo el mando de la 2.ª División de Marines y la II Fuerza Expedicionaria de Marines.

## Unidades subordinadas
El regimiento está compuesto por tres batallones de infantería y una compañía cuartel general:
- Compañía Cuartel General 2.º de Regimiento de Marines (HQ/2)
- 1.er Batallón 2.º Regimiento (1/2)
- 2.º Batallón 2.º Regimiento (2/2)
- 3.er Batallón 2.º Regimiento (3/2)
- 3.er Batallón 9.º Regimiento (3/9)

## Historia

### Años iniciales
El primer 2.º Regimiento de Marines fue creado en el año 1901 cuando las inestables condiciones en Extremo Oriente requirieron la presencia de una fuerza expedicionaria de infantería de marina para proteger las vidas y propiedades estadounidenses en esa zona. El regimiento fue formado en Cavite, Filipinas, el 1 de enero, utilizando el personal de unidades recientemente regresadas a Filipina de prestar servicio durante la Rebelión de los Bóxers en China, a saber, el 1.er Regimiento y los Batallones Independientes 4.º y 5.º. El 2.º Regimiento se convirtió en parte de la 1.ª Brigada de Infantería de Marina estacionada en Filipinas como una fuerza preparada para ser enviada a cualquier parte dentro de la región de Extremo Oriente. Después del colapso de la resistencia filipina en la guerra filipino-estadounidense, al 2.º Regimiento se le dio la misión adicional de ayudar a la Armada de Estados Unidos en sus responsabilidades del gobierno militar del área de la Península de Cavite y de la Bahía de Súbic. Los marines del regimiento crearon guarniciones y puestos de avanzada y patrullaron continuamente sus áreas asignadas para reducir a los insurgentes que quedaron y para mantener la ley y el orden. Con el propósito de ejecutar las responsabilidades del gobierno militar del regimiento, sus oficiales fueron asignados a una variedad de obligaciones especiales tales como capitanes de puerto, comandantes de distrito, inspectores de aduana, recolectores de impuestos y jueces y alguaciles militares. A la medida de que la situación política en Filipinas regresó a la normalidad, los entrenamientos militares, las prácticas de marchas y el entrenamiento general en campaña, fueron enfatizados en mayor grado. En enero de 1914, el regimiento reasignó a la mayoría de sus unidades a buques y otras estaciones en el Extremo Oriente. Con la transferencia del personal del cuartel general al Regimiento Provisional, Guam, el 20 de enero, el 2.º Regimiento fue formalmente desbandado.
Al mismo tiempo, un "2.º Regimiento" sirvió en el Extremo Oriente, el 2.º Regimiento, 1.ª Brigada Provisional consistente de una compañía de Campaña y Estado Mayor, y compañías A, B, C, F fue organizado en League Island, Pensilvania el 26 de diciembre de 1903. El regimiento se embarcó y zarpó esa misma fecha hacia Panamá, llegando allí el 3 de enero de 1904. La principal misión de esta fuerza en Panamá fue obligar la aplicación de las provisiones del Tratado Herrán-Hay convenido con Panamá el 18 de noviembre de 1903 que permitió la construcción del Canal de Panamá.
Hacia finales del año 1906 se inició un revolución en Cuba y se despachó una fuerza expedicionaria de infantería de marina hacia la isla para establecer y mantener la ley y el orden. Como parte de esta fuerza, se formó el 4.º Batallón Expedicionario en League Island, Pensilvania, el 27 de septiembre de 1906. El batallón zarpó hacia Cuba, llegando a Camp Columbia el 8 de octubre. Allí, fue reorganizado y redesignado 2.º Regimiento, 1.ª Brigada Expedicionaria. El orden fue prontamente restaurado y a la llegada de tropas del Ejército de Estados Unidos el 31 de octubre, el 2.º Regimiento fue disuelto.
La final de estas organizaciones temporales del "2.º Regimiento" en ser formadas fue designada como el 2.º Regimiento, 2.ª Brigada Provisional el 19 de febrero de 1913 en Filadelfia. Originalmente se pretendía que el regimiento prestara servicio en México como parte de una brigada expedicionaria. Pero en vez fue enviado a la Bahía de Guantánamo y se mantuvo allí preparado para misiones de emergencia, mientras realizaba un intensivo entrenamiento. El 1 de mayo, esta unidad fue redesignada como el 2.º Regimiento, Fuerza Expedicionaria, Cuerpo de Marines de los Estados Unidos.

### Guerras bananeras
El linaje del moderno 2.º Regimiento de la Infantería de Marina se puede seguir desde su activación como el 1.er Regimiento de Base de Avanzada en el Astillero Naval de Filadelfia el 19 de junio de 1913. Al siguiente año esa designación fue cambiada a 1.er Regimiento, Fuerza de Base de Avanzada. Esa unidad desembarcó como para de una fuerza conjunta con la misión de capturar y ocupar el puerto mexicano de Veracruz en el año 1914. Ese breve encuentro resultó en dos medallas de honor entregadas a miembros del regimiento, Wendell C. Neville y Smedley D. Butler. Al siguiente año, el regimiento fue enviado a Cap Hatien, Haití, para proteger las vidas y bienes estadounidenses. Esto se convirtió en una larga ocupación durante la cual el regimiento ejecutó extensivas misiones de patrulla, se vio involucrado en numerosos duros combates y entrenó una unidad de policía militar nativa. La acción más notble fue la reducción del Fort Riviere, el punto fuerte más notorio de los rebeldes. A Smedley Butler y Daniel Daly les fueron otorgadas sus segundas Medallas de Honor por sus valerosas acciones en Haití. En el año 1916, la unidad fue redesignada 2.º Regimiento, 1.ª Brigada. En el año 1933, el 2.º Regimiento fue redesignado el 2.º de Infantería de Marina. Al siguiente año, el 2.º de Infantería de Marina zarpó de Haití y luego fue desactivado el 15 de agosto de 1934.

### Segunda Guerra Mundial
El 2.º Regimiento de Marines fue reactivado en febrero de 1941 en San Diego, California. Esta vez el regimiento formó parte de la recientemente formada 2.ª División de Marines. El regimiento zarpó preparado para realizar operaciones de combate en cinco buques el 1 de julio en dirección al  Pacífico Sur. En julio de 1942 formó parte de los refuerzos enviados a la 1.ª División de Marines durante la  Batalla de Guadalcanal desarrollada entre 1942 y 1943. El 1.er Batallón 2.º Regimiento desembarcó en las Islas Florida el 7 de agosto de 1942 con el 2.º Batallón 2.º Regimiento actuando en apoyo del desembarco del Regimiento Raider de los Marines en  Tulagi.
El regimiento recibió una  Mención Presidencial de Unidad por sus acciones durante las etapas finales de la batalla. Esta fue la primera de tales galardones.
Después de Guadalcanal, el regimiento se movió a Nueva Zelanda para descansar y recuperarse. Luego el regimiento tomo parte en el sangriento asalto a  Tarawa en noviembre de 1943. El oficial comandante, el coronel David M. Shoup, un futuro Comandante del Cuerpo de Marines, recibió la Medalla de Honor por su extraordinario liderazgo en Tarawa. Esta fue la única Medalla de Honor entregada a un miembro del regimiento durante la Segunda Guerra Mundial. El lema del regimiento se deriva de esta batalla. El regimiento recibió una segunda PUC por el valor demostrado allí.
Después de Tarawa, el regimiento participó en la batalla de Saipán y la batalla de Tinian en el año 1944. El 2.º Regimiento actuó como una fuerza de decepción previo al desembarco en ambos lugares antes de ser enviado a tierra firme para unirse a los ataques principales. Nuevamente el regimiento fue usado como una fuerza de demostración durante la batalla de Okinawa en el año 1945.
Después de la rendición de Japón, el regimiento asumió labores de ocupación en Nagasaki, Japón, las que duraron nueve meses. El 2.º Regimiento regresó a su acuartelamiento en Camp Lejeune, Carolina del Norte, y han permanecido allí como parte de la 2.ª División de Marines desde el año 1946.

### Guerra Fría
En Camp Lejeune la misión principal del 2.º Regimiento de Marines fue actuar como una fuerza preparada. Esto significó entrenamiento diario, participación en ejercicios anuales de entrenamiento, despliegues en ultramar. Entre las continuas contingencias estuvieron los "Med Cruises" anuales como la fuerza de desembarco de la Sexta Flota de los Estados Unidos e incursiones intermitentes en el  Caribe. Elementos del 2.º Regimiento de Marines desembarcaron en Beirut en el año 1958, participaron en las operaciones de cuarentena durante la  crisis de los misiles cubanos en el año 1962 y las  operaciones de estabilización en la República Dominicana en el año 1965. El regimiento permaneció en territorio estadounidense durante la Guerra de Vietnam, pero fue llamado cuando  Irak invadió a Kuwait en agosto de 1990. El Equipo Regimental de Desembarco 2 abarcó al elemento terrestre de combate del Cuerpo de Marines en alta mar en el Golfo Pérsico durante la  Operación Desert Shield y la Operación Desert Storm. Un equipo de rescate incluyendo activos del regimiento fue formado en la necesidad del momento para salvar a ciudadanos estadounidenses y de otros países sitiados por rebeldes en Mogadiscio. De la misma forma como durante la Segunda Guerra Mundial el RLT 2 actuó como fuerza de diversión comprometiendo fuerzas iraquíes en la costa mientras que el ataque principal ocurría tierra adentro durante la liberación de Kuwait en el año 1991. Un batallón (el 2/2) fue asignado al 6.º Regimiento de Marines para romper la línea de Saddam y luego dirigirse al norte para aislar la ciudad de Kuwait. Al 2.º Regimiento de Marines le fue otorgada una Mención de Unidad de la Armada por sus acciones en el Suroeste de Asia.

### Década de 1990
El regimiento regresó a Estados Unidos en el año 1991, luego participó en operaciones militares distintas a la guerra. Estas incluyeron las operaciones de ayuda a Haití en Camp Lejeune en el año 1992, operaciones de ayuda humanitaria y de seguridad en Somalía ( Operación Restore Hope) en el año 1993, operaciones de seguridad en Bosnia (Operación Provide Promise y Operación Deny Flight) en el año 1994, intervenciones humanitarias en Haití (Operación Support Democracy y Operación Uphold Democracy) en el año 1994, ayuda humanitaria para los refugiados cubanos (Operación Sea Signal) en el año 1995 y operaciones de evacuación de no combatientes y de seguridad en Liberia (Operación Assured Response) en el año 1996.

### Guerra Global contra el Terrorismo
El Equipo Regimental de Combate 2 era el núcleo de la Task Force Tarawa durante la Invasión de Irak de 2003 en la etapa inicial de la  Operación Iraqi Freedom en el año 2003. Su acción más notable fue la Batalla de Nasiriyah para asegurar un par de puentes que cruzaban el río Éufrates. Posteriormente el combate ocurrido allí sería llamado "Ambush Alley" (en castellano: Callejón de las Emboscadas) y fueron los  combates urbanos más intensos vistos por el Cuerpo de Infantería de Marina desde la batalla de Hue en el año 1968. Elementos del 2.º Regimiento de Marines también apoyaron el dramático rescate de la  prisionera de guerra del  Ejército Jessica Lynch.
Batallones individuales del 2.º Regimiento de Marines han participado en operaciones de estabilidad y seguridad en Irak y Afganistán sirviendo en periodos rotatorios de siete meses. Las acciones más notables en Irak ocurrieron en el baluarte  sunita de la provincia de Al Anbar durante las batallas de Faluya durante las cuales el 2.º Batallón 2.º Regimiento estuvo asignado al 1.er Regimiento de Marines en el año 2004 y participó en la  Operación Vigilant Resolve y la  Operación Phantom Fury. Estos intensos combates urbanos recordaron a los combates casa por casa que se requirieron durante la batalla de Incheon durante la guerra de Corea en el año 1950 y la batalla de Hue.
El 2.º Regimiento de Marines se desplegó a Irak en enero de 2005 como parte de la 2.ª División de Marines en la  Provincia de Al Anbar en Irak Occidental y regresó a Estados Unidos en marzo de 2006.
El 2.º Regimiento se desplegó nuevamente a Irak, Provincia de Al Anbar, entre diciembre de 2006 y enero de 2008. Ellos estuvieron principalmente estacionados en Al Asad pero entre marzo y septiembre de 2007 se envió a la mayoría del regimiento a Camp Korean Village para asumir el control de este.
El 2.º Regimiento fue desplegado en Afganistán, en la base de operaciones adelantada Delaram II, Provincia de Nimruz entre febrero de 2010 y febrero de 2011 apoyando la Operación "Libertad Duradera".

## Galardones de la unidad
Una mención o encomio de unidad es un galardón que es otorgado a una organización por la acción citada. A los miembros de la unidad que participaron en dichas acciones se les permite usar en sus uniformes dichos galardones como  distintivos de cinta. Adicionalmente la unidad está autorizada a colocar los gallardetes apropiados en la bandera de la unidad. Al 2.º Regimiento le han sido otorgadas las siguientes distinciones:
| Gallardete | Cinta | Galardón                       | Año(s) | Información adicional |
| ---------- | ----- | ------------------------------ | ------ | --------------------- |
|            |       | Mención Presidencial de Unidad |        |                       |
|            |       | Mención de Unidad de la Armada |        |                       |